# Real Fuerza Aérea de Omán
La Real Fuerza Aérea de Omán (en idioma árabe: سلاح الجو السلطاني العماني (Al Quwwat al-Jawwiya al-Sultanya al-Omanya) es la fuerza aérea de Omán y  forma parte de las fuerzas armadas del Sultán de Omán.

## Historia
La Fuerza Aérea del Sultán de Omán (SOAF) se formó con personal y aeronaves británicas en marzo de 1959. Sus primeras aeronaves fueron dos Scottish Aviation Pioneer trasladados por la Royal Air Force, mientras que el primer avión armado fue el Percival Provost T52.
En 1968 la SOAF recibió la primera de 24 aeronaves de entrenamiento y ataque ligero BAC 167 Strikemaster para operaciones contra los sublevados de la región del Dhofar. En 1974 la SOAF creció con los nuevos pedidos para el Britten Norman Defender, BAC One-Eleven, BAC VC-10 y 32 aeronaves de ataque a tierra Hawker Hunter. En 1977 el SEPECAT Jaguar fue adquirido, seguido en la siguiente década por el BAE Hawk.
En 1990 la SOAF cambió su nombre por el actual, Royal Air Force of Oman (RAFO).
En 2005 empezaron las entregas del F-16, estas aeronaves están equipadas con GPS/INS mejorados. El F-16 además puede trasportar una ulterior carga de misiles avanzados AGM-88 HARM, JDAM, JSOW y WCMD. Las aeronaves del bloque 50 llevan motores F110-GE-129 mientras que las del bloque 52 usan motores F100-PW-229. 
Omán está intentando comprar hasta 24 aviones Eurofighter Typhoon a la inglesa BAE Systems por un mínimo de 1,4 billones de libras (1,7 billones de euros) para sustituir sus ya obsoletos Jaguar en los próximos cuatro años.
A finales de 2015 finalmente se materializó perdido por 12 aviones Typhoon.

## Aeronaves

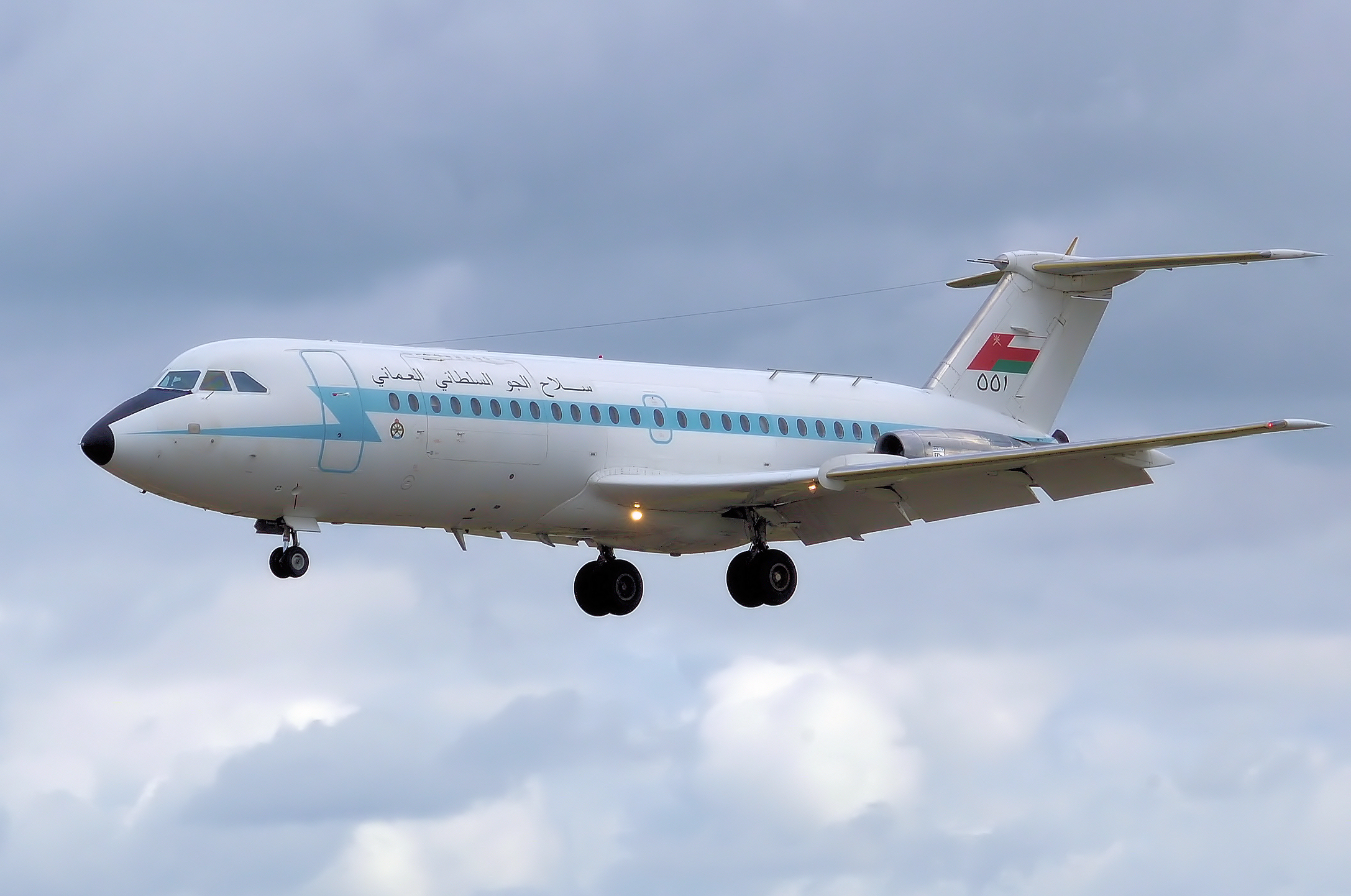
BAC 1-11 de la Real Fuerza Aérea de Omán en 2008.

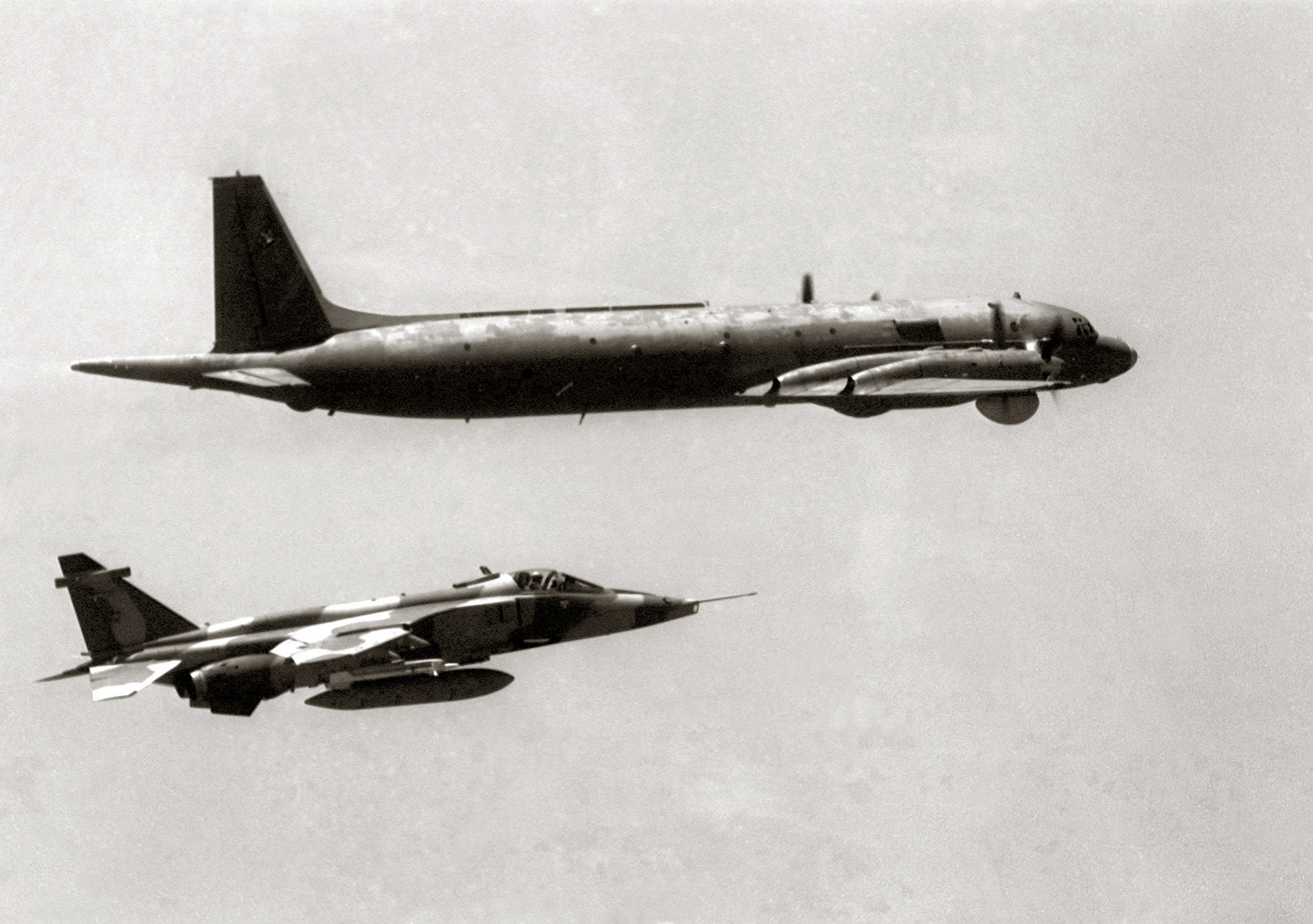
Jaguar de la Real Fuerza Aérea de Omán interceptando un Il-38 en 1987.

| Aeronave                                 | País de origen | Función                        | Versión                       | En servicio | Notas                                              |       |
| Cazas                                    | Cazas          | Cazas                          | Cazas                         | Cazas       | Cazas                                              | Cazas |
| ---------------------------------------- | -------------- | ------------------------------ | ----------------------------- | ----------- | -------------------------------------------------- | ----- |
| Eurofighter Typhoon                      | Unión Europea  | Caza                           | EF-2000                       | 12          | 12 entregados en 2017 .                            |       |
| Lockheed Martin F-16 C/D Fighting Falcon | Estados Unidos | Caza                           | F-16C Block 50 F-16D Block 50 | 0           | 18 en orden para reemplazar a los Jaguar.          |       |
| Lockheed Martin F-16C/D Fighting Falcon  | Estados Unidos | Caza                           | F-16C Block 30 F-16D Block 30 | 12          |                                                    |       |
| SEPECAT Jaguar S/B                       | Reino Unido    | Ataque a tierra                | Jaguar OS Jaguar OB           | 2 16        | para sustituir con los F-16 Block 50               |       |
| BAe Hawk 203                             | Reino Unido    | Caza                           | Hawk 203                      | 11          |                                                    |       |
| Entrenadores                             |                |                                |                               |             |                                                    |       |
| BAe Hawk                                 | Reino Unido    | Entrenador                     | Hawk 103 Hawk 128             | 4 0         | 8 Hawk 128 en proceso de entrega.                  |       |
| MFI-17 Super Mushshak                    | Pakistán       | Entrenador                     |                               | 7           |                                                    |       |
| Pilatus PC-9M                            | Suiza          | Entrenador                     | PC-9M                         | 12          |                                                    |       |
| Super Flake                              | Alemania       | Entrenador                     |                               | 2           |                                                    |       |
| Transporte                               |                |                                |                               |             |                                                    |       |
| CASA C-295                               | España         | Transporte y patrulla marítima | C-295                         | 8           | 4 en su versión Persuader (patrulla marítima)      |       |
| Airbus A320CJ                            | Francia        | Transporte VIP                 | A320CJ                        | 1           | 1 de 2 entregado                                   |       |
| BAC One-Eleven                           | Reino Unido    | Transporte VIP                 | 485                           | 4           | para retirar y sustituir con los A320              |       |
| Dornier Do 228-100                       | Alemania       | Transporte ligero              | Do 228-100                    | 24          |                                                    |       |
| Lockheed C-130H Hercules                 | Estados Unidos | Transporte táctico             | C-130H C-130J-30              | 5 1         | 1 C-130J-30 para 2012.                             |       |
| Short SC.7 Skyvan 3M                     | Reino Unido    | Transporte ligero              | Skyvan 3M                     | 12          |                                                    |       |
| Helicópteros                             |                |                                |                               |             |                                                    |       |
| Eurocopter AS 332 Super Puma             | Francia        | Multipropósito                 | AS 332C AS 332L-1             | 3           |                                                    |       |
| Bell 206B JetRanger                      | Estados Unidos | Multipropósito                 | Bell 206                      | 3           |                                                    |       |
| Bell HH-1H Iroquois                      | Estados Unidos | Multipropósito                 | HH-1H                         | 20          |                                                    |       |
| NHI NH90                                 | Unión Europea  | Multipropósito                 | NH90                          | 0/20        |                                                    |       |
| Westland Lynx Mk 120                     | Reino Unido    | Multipropósito                 | Lynx Mk 120                   | 15          |                                                    |       |
| Agusta-Bell AB205A-1                     | Italia         | Búsqueda y rescate             | AB205A-1                      | 21          | para retirar y sustituir con el NH90 y Lynx Mk 120 |       |
| Agusta-Bell AB212 Twin Huey              | Italia         | Multipropósito                 | AB212                         | 3           |                                                    |       |
| AgustaWestland AW139                     | Italia         | Multipropósito                 | AW139                         | 4           | 4 de 10 entregados. Todos para la policía omaní    |       |